# جان آلن (بازیکن فوتبال، زاده ۱۹۶۴)
جان آلن (انگلیسی: John Allen؛ زادهٔ ۱۴ نوامبر ۱۹۶۴) بازیکن فوتبال اهل بریتانیا است.
از باشگاه‌هایی که در آن بازی کرده‌است می‌توان به باشگاه فوتبال منزفیلد تاون، باشگاه فوتبال میپا، باشگاه فوتبال تورون پالوسئورا، و باشگاه فوتبال مالمو اشاره کرد.